# 灰持酒
灰持酒（あくもちざけ・あくもちしゅ、灰汁持ち酒とも書く）とは、醸造したもろみに灰を混入させる、日本酒の一種である。

## 歴史と製法
灰持酒の原型は、奈良時代以前から醸造されていた御神酒などに使われる黒酒（くろき）であり、これは米麹に飯と水を入れて発酵させた後、常山木の根の灰を加えてできる。この製法は基本的に今の灰持酒にも受け継がれている。
元来の酒は酸性であるが、灰持酒は灰のアルカリ性で中和されるため、腐敗の原因となる好酸性の細菌の育成が阻害される。また酒の成分であるアミノ酸と糖のメイラード反応（アミノカルボニル反応）を促進して次第に赤みを帯び、独特の風味も醸し出される。なお灰は、加えた後、清酒と同様に絞る（濾過する）ので残らない。
灰を入れて細菌の繁殖を抑え日持ちさせるのが「灰持酒」の名の由縁である。対して、一般的な清酒は江戸時代から、加熱による低温殺菌を行ったことから「火持酒」と称される。
灰持酒は製法に改良が加えられて西日本を中心に各地で醸造され続け、戦時統制により原料の供給を絶たれたため一時途絶えてしまったが、後に復活している。
現在は飲用としては勿論、独特の甘さと風味を持つことから味醂の代わりとなる調味酒として使用されることも多い。なお名称は醸造されている地方ごとに別々の名が付けられている。

## 赤酒

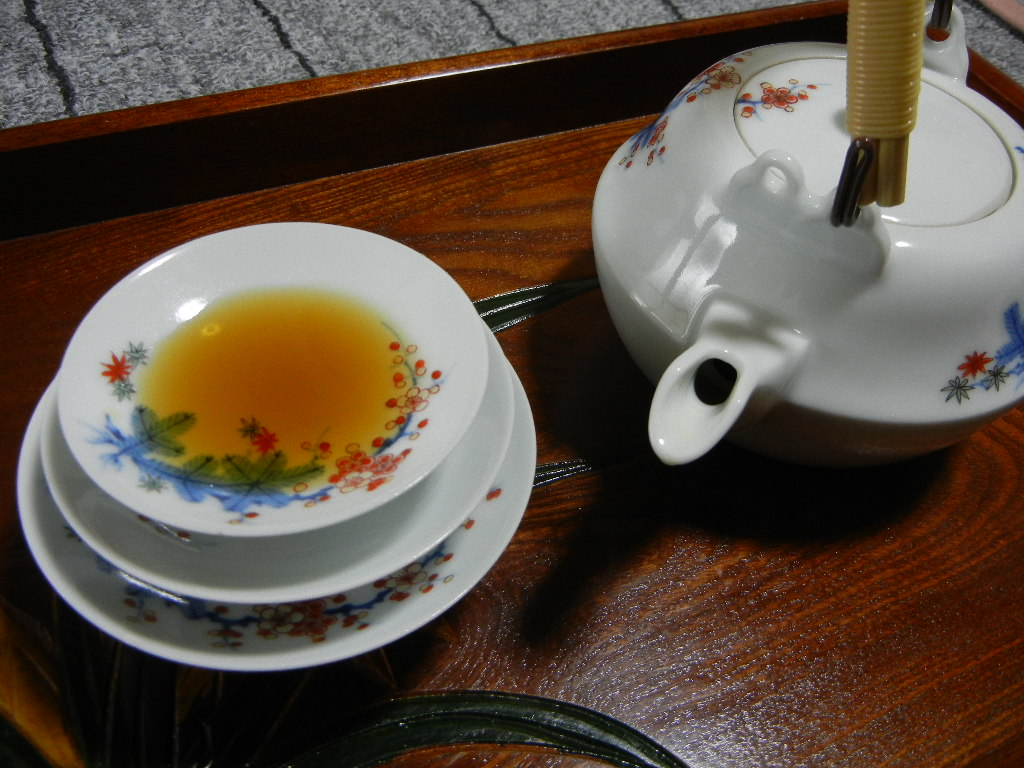
熊本の赤酒

赤酒（あかざけ）とは、熊本県で生産されている灰持酒である。濃厚な褐色ないし赤褐色であることから、こう呼ばれる。
細川氏以降の熊本藩は江戸時代、清酒の藩内製造や他藩からの移入を禁じるとともに、灰を藩外からも買い入れて赤酒を保護した。西南戦争を境に他県から流入する人口が増え、これに伴い清酒が県内でも醸造・販売されるようになったが、第二次世界大戦前までなお赤酒が多く生産され続けてきたという伝統を持つ。
製法は原始的で独特の風味（灰臭、甘み、粘度等）が強い一方、清酒と比べて同量の白米から醸造可能な量が少ないため、能率的な清酒が生産量を伸ばす中、旧来型で粘重な赤酒の需要は大きく後退し、販路の拡大維持にも苦慮した。さらに戦時中には米穀の逼迫により、一定の原料米からなるべく多くの清酒を醸造する必要から、赤酒の醸造は中止に追い込まれた。戦後、神職などからの要望を受けて生産が再開されたが、戦前に15あった蔵元は瑞鷹と千代の園酒造2つのみとなった。瑞鷹は2016年の熊本地震で被災し一時生産不能に陥ったが、残った醪から再開に成功した。
- 赤酒の製法

原材料にもち米を加え、水の量を5割近くまで減らして仕込み、終盤に大麦麦芽も加えてさらに発酵させる。もろみを絞る直前に「白玉灰」と称する木灰に石灰を混ぜたものを加え、清澄させ、火入を行わずに貯蔵する。
- 赤酒の主な使われ方

昔は冠婚葬祭の時に必ず飲まれた。県民の嗜好が赤酒から清酒その他に移行したこともあり、日常的に飲まれる機会は減ったが、正月の屠蘇に使用されることが多い。料理用の赤酒も製造・販売されており、プロの料理人や食品製造業者にも使われており、甘みと微アルカリによりコクが深く柔らかい煮上がりになると指摘されている。

## 地酒 (じざけ・じしゅ)
地酒（じざけ・じしゅ）とは、主に鹿児島県で生産されている灰持酒である。鹿児島では、焼酎を男酒、この地酒を女酒と呼び、対比されることもあった。
地酒は鹿児島で醸造されている日本酒として唯一残ったものである。そのため灰持酒の中では最も清酒に近い。製法も清酒とほぼ同じであるが、もろみを絞る直前に焼酎と木灰を加えている。
- 地酒の主な使われ方

酒寿司という郷土料理では、酢の代わりとして地酒がふんだんに使用される。他に、薩摩揚げにも使用される場合がある。つまり、料理酒としての使用が主だと言える。

## 地伝酒
地伝酒（じでんしゅ）とは、島根県の出雲地方で古来生産されている灰持酒（出雲地伝酒）である。
上記の赤酒と同様に戦時中の米穀統制で生産が禁止され、戦後も長らく途絶えていた。1989年に米田酒造（松江市）が地元の有志と復活に取り組み、1990年に調味酒として復活させた。
- 地伝酒の製法

原材料にもち米と長期熟成させた麹を加え、水の量を5割以上も減らして仕込み、もろみを絞る数日前に木灰を加える。灰持酒として最も濃厚である。
- 地伝酒の主な使われ方

郷土料理や魚肉練り製品で味付けや照り出しに使われている。

## 酒税法の分類について
灰持酒は酒税法上の品目は雑酒であるが、酒税法3条21号の「みりんに類似する酒類として政令で定めるもの」に該当し、みりんと同額の課税（1キロリットル当たり2万円）の軽減税率を受けている。なお、2006年の酒税法改正以前は「その他の雑酒(1)」、清酒から粉末酒までのいずれにも該当しない酒類の内、みりんに性質が類似するものとされていた。